# Huarmey

A cidade peruana de Huarmey ou, na sua forma portuguesa, Guarmei é a capital da Província de Huarmey, situada no Departamento de Ancash, pertencente a Região de Ancash, Peru.